# Thomas Thomsen (politiker)
 For alternative betydninger, se Thomas Thomsen (flertydig). (Se også artikler, som begynder med Thomas Thomsen)
Thomas Thomsen (født 19. maj 1861 i Sandavágur - død 4. februar 1905) var en færøsk overretssagfører og politiker (Højre).

## Baggrund og karriere
Hans forældre var Sofía Elisabeth Danielsen og Thomas Haraldsen fra Sandavágur. Han var færdig med gymnasiet i 1881. Derefter studerede han jura i Danmark og tog bevis som cand. jur. i 1886. Han var formand for Føroyingafelag (Forening for færinger i København) i nogle år. Han arbejdede som herredsfoged i Varde 1886-87, som sagførerfuldmægtig i København 1887-90 og overretssagfører i København 1890-1905. Han blev valgt i Folketinget for Færøerne i 1890 og sad der til 1898.